# 288P/(300163) 2006 VW139
288P/(300163) 2006 VW139, indicata anche come (300163) 2006 VW139, è una cometa periodica appartenente alla famiglia delle comete della fascia principale: è stata scoperta il 15 novembre 2006; in seguito furono rinvenute immagini di prescoperta risalenti al 3 settembre 2000. Al momento della scoperta fu ritenuta un asteroide, designato 2006 VW139, e come tale fu denominato ed in seguito numerato, 300163: in immagini riprese a partire dal 30 agosto 2011 ci si accorse che era in effetti una cometa.
Nel 2017 è stato annunciato sulla base di osservazioni compiute nel 2016 che si tratta della prima cometa binaria, ossia con un nucleo costituito da due corpi che ruotano attorno ad un baricentro comune, finora scoperta.